# Jonathan Elphick

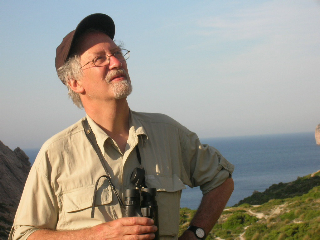
Jonathan Elphick auf Mallorca (2007)

Jonathan Elphick (* 1945 in Prestatyn) ist ein walisischer Naturhistoriker, Ornithologe, Naturschützer, Berater sowie Autor von ornithologischer Sachliteratur.

## Leben
Elphick wurde in Prestatyn in der damaligen Grafschaft Flintshire (walisisch: Sir y Fflint) geboren und wuchs in Nordwales auf. Nach seinem Schulabschluss in St. Asaph absolvierte er von 1964 bis 1968 ein Zoologiestudium am University College of Swansea, eines der vier Colleges der University of Wales. Nach dem Erwerb des Bachelor of Science wurde er im Jahr 1969 Redakteur für naturhistorische Schriften bei einem Verlag, bei dem der Ornithologe James Fisher zu den Vorstandsmitgliedern gehörte. Seitdem arbeitete er als Herausgeber für verschiedene Verlage wie Dorling Kindersley und wurde schließlich Freiberufler.
Zu Elphicks bekanntesten Büchern zählen The Birdwatcher’s Handbook: A Guide to the Birds of Britain and Ireland, Birds: The Art of Ornithology, Atlas of Bird Migration: Tracing the Great Journeys of the World’s Birds, Encyclopedia of Animals, RSPB Pocket Birds (mit John Woodward) sowie die Werke The National Parks and other Wild Places of Britain and Ireland und Great Birds of Britian and Europe: 200 Star Species (beide mit dem Naturfotografen David Tipling).
Neben dem Schreiben hat er über hundert Bücher herausgegeben, viele davon in Zusammenarbeit mit dem Natural History Museum in London. Er arbeitete fünfzehn Jahre lang als Rechercheur an zwei bedeutenden Büchern über das Verhältnis von Vögeln zur menschlichen Kultur, Birds Britannica von Mark Cocker, veröffentlicht im Jahr 2005 beim Verlag Chatto & Windus, und der weltweiten Studie Birds & People von Mark Cocker und David Tipling, veröffentlicht beim Verlag Jonathan Cape im Jahr 2013. Er schreibt auch Artikel und Buchbesprechungen für Zeitschriften und Zeitungen, hält Vorträge und macht Radiosendungen. Von 1983 bis 2013 wirkte er beim BBC Wildlife Magazine mit.
Elphick ist auf die Kulturgeschichte der Vögel spezialisiert. Seine Arbeit umfasst eine Vielzahl von Aspekten, darunter die praktische Feldornithologie, die biologische Forschung, die Naturgeschichte sowie die ornithologische Kunst.
Elphick ist Mitglied der Zoological Society of London und seit 2006 Mitglied der Linnean Society of London.

## Schriften (Auswahl)
- The Atlas of Bird Migration: Tracing the Great Journeys of the World’s Birds, 1995 (deutsch: Atlas des Vogelzugs. Die Wanderung der Vögel auf unserer Erde, 2008, Übersetzung von Coralie Wink und Monika Niehaus)
- Birds: A Guide Book to British Birds, 1997
- Birds: The Unique Integrated Book and Video Guide to British Birds, 1997
- The Birdwatcher’s Handbook A Guide to the Birds of Britain and Ireland, 2001
- The National Parks and Other Wild Places of Britain and Ireland, 2002
- mit John Woodward: RSPB Pocket Birds, 2002 (deutsch: Naturführer Vögel: 300 Arten aus ganz Europa, 2005, Übersetzung von Eva Sixt)
- mit Christopher M. Perrins: The Complete Encyclopedia of Birds and Bird Migration, 2003
- Birds: The Art of Ornithology, 2004 (deutsch: Vögel – Geschichte und Meisterwerke der Vogelillustration, 2017, Übersetzung von Jorunn Wissmann, Coralie Wink und Monika Niehaus)
- mit David Chandler, Dominic Couzens, Euan Dunn und Rob Hume: Birds: Facts at your Fingerprints, 2006
- Great Birds of Britain and Europe 200 Star Species, 2008 (deutsch: Die Vogelwelt Europas: 200 Arten in faszinierenden Aufnahmen, 2008, Übersetzung von Barbara Rusch)
- The Family of Toucans: The Complete Plates, 2011 (Herausgeber und Vorwort, Neuauflage des Werks Monograph of the Ramphastidae, or the Family of Toucans von John Gould, Elizabeth Gould, Edward Lear und Henry Constantine Richter aus dem Jahr 1854)
- Birdsong: 150 British and Irish Birds and Their Amazing Sounds, 2012
- The World of Birds, 2014
- Birds: A Complete Guide to Their Biology and Behaviour, 2016
- Handbook of Bird Families, 2019